# Ai wa Katsu

Ai wa Katsu (愛は勝つ) est une chanson japonaise écrite, composée et (à l'origine) interprétée par KAN, reprise de nombreuses fois par la suite. Elle donne ainsi son nom à plusieurs singles par divers artistes.

## Single de KAN
La version originale de KAN sort en single le 1er septembre 1990 sur le label Polydor, et atteint la première place du classement des ventes de l'oricon, se vendant à deux millions d'exemplaires. La chanson est extraite de son album Yakyûsenshu ga yume datta (野球選手が夢だった) sorti un mois auparavant.
Pistes
1. Ai wa Katsu (愛は勝つ?)
2. Soredemo Furarete Shimau Otoko (それでもふられてしまう男?)
3. Ai wa Katsu (original karaoke) (愛は勝つ（オリジナルカラオケ）?)

## Single de Yui Ichikawa
La chanson est reprise par Yui Ichikawa pour être la chanson-titre de son quatrième single qui sort le 24 novembre 2004. Elle figure aussi sur son album i-pop mini qui sort le mois suivant.
Pistes
1. Ai wa Katsu (愛は勝つ?)
2. Jaa ne (じゃあね?)
3. Ai wa Katsu (karaoke) (愛は勝つ（カラオケ）?)
4. Jaa ne (karaoke) (じゃあね（カラオケ）?)

## Single de Ganbarō Nippon Singers
La chanson est reprise en 2011 par l'ensemble des artistes de l'agence Up-Front Agency (dont KAN), réunis ponctuellement sous le nom Ganbarō Nippon "Ai wa Katsu" Singers (がんばろうニッポン「愛は勝つ」シンガーズ, ou Ganbarou Nippon etc.) dans le cadre d'un projet pour venir en aide aux victimes du séisme de 2011 de la côte Pacifique du Tōhoku. Cette version sort en téléchargement le 9 avril 2011, puis en single physique "CD + DVD" le 22 juin 2011 sur le label Zetima.

### Pistes
CD
1. Ai wa Katsu (愛は勝つ?)
2. Ai wa Katsu (instrumental) (愛は勝つ?)

DVD
1. Ai wa Katsu (愛は勝つ?) (clip vidéo)
2. Making Eizô (メイキング映像?)
3. Event Document (イベントドキュメント?)

### Participants
Groupes
- Berryz Kobo (Berryz工房?)
- °C-ute
- Canary Club (キャナァーリ倶楽部?)
- Jôjô Gundan (上々軍団?)
- Lolita 23q (少女-ロリヰタ-23区?)
- Morning Musume (モーニング娘。?)
- Niranger (ニレンジャー?)
- S/mileage (スマイレージ?)
- Sarushibai (さるしばい?)
- Soul Junctions (ソウルジャンクションズ?)
- Summit Club (サミットクラブ?)
- THE Possible (THE ポッシボー?)
- Time Machine 3 Gô (タイムマシーン3号?)
- T-Pistonz+KMC
- Twinkle (ツインクル?)
- YuiKaori (ゆいかおり?)

Solistes
| - Genki Aizawa (あいざわ元気) - Shoko Aida (相田翔子) - Natsumi Abe (安倍なつみ) - Manami Arai (新井愛瞳) - Alisa - Hirofumi Banba (ばんばひろふみ) - Emyli - Miki Fujimoto (藤本美貴) - Konatsu Furukawa (古川小夏) - Akira Kagawa (加川明) - KAN - Karen (カレン) - Kathy Nakajima (キャシー中島) - Noriko Kato (加藤紀子) - You Kikkawa (吉川友) - Koharu Kusumi (久住小春) - Yuko Kusunoki (楠木勇有行) - Hatake (はたけ) - Maya Hayashi (林マヤ) - Miki Hirayama (平山みき) - Hyodo Yuki (兵藤ゆき) - Takao Horiuchi (堀内孝雄) - Kaori Iida (飯田圭織) | - Akira Inaba (因幡晃) - Rika Ishikawa (石川梨華) - Kaori Ishino (石原夏織) - Sana Ito (伊藤沙菜) - Yuko Nakazawa (中澤裕子) - Arisa Noto (能登有沙) - Yuki Maeda (前田有紀) - Makoto (まこと) - Erina Mano (真野恵里菜) - Takeshi Matsubara (松原健之) - Erina Matsui (松井絵里奈) - Aya Matsuura (松浦亜弥) - Uchimura Mekoi (めんこい内村) - Sachika Misawa (三澤紗千香) - Miho Miyazaki (宮崎梨緒) - Erika Miyoshi (三好絵梨香) - Saki Mori (森咲樹) - Chisato Moritaka (森高千里) - Haruna Murakami (村上東奈) - Makoto Ogawa (小川麻琴) - Akiko Ohnishi (大西暁子) - Masako Omata (小俣雅子) - Ayano Sato (佐藤綾乃) | - Mai Satoda (里田まい) - Azusa Sekine (関根梓) - Minami Sengoku (仙石みなみ) - Junko Shinoda (篠田潤子) - Jiro Sugita (杉田二郎) - Taisei (たいせい) - Gen Takayama (高山厳) - Takui - Yoshitake Tanaka (田中義剛) - Yumi Tanimura (谷村有美) - Temiyan - Tokki (とっきー) - tokimino - Nozomi Tsuji (辻希美) - Saori Tsujita (辻田沙織) - Tsunku♂ (つんく♂) - Mari Yaguchi (矢口真里) - Megumi Yasu (安めぐみ) - Kei Yasuda (保田圭) - Hitomi Yoshizawa (吉澤ひとみ) - Masayuki Yuhara (湯原昌幸) |

## Autres reprises
- La chanson est reprise par C-ute avec Erina Mano pour figurer sur l'album de reprises Chanpuru 1 ~Happy Marriage Song Cover Shū~ du Hello! Project qui sort en juillet 2009.